# 동력인출장치

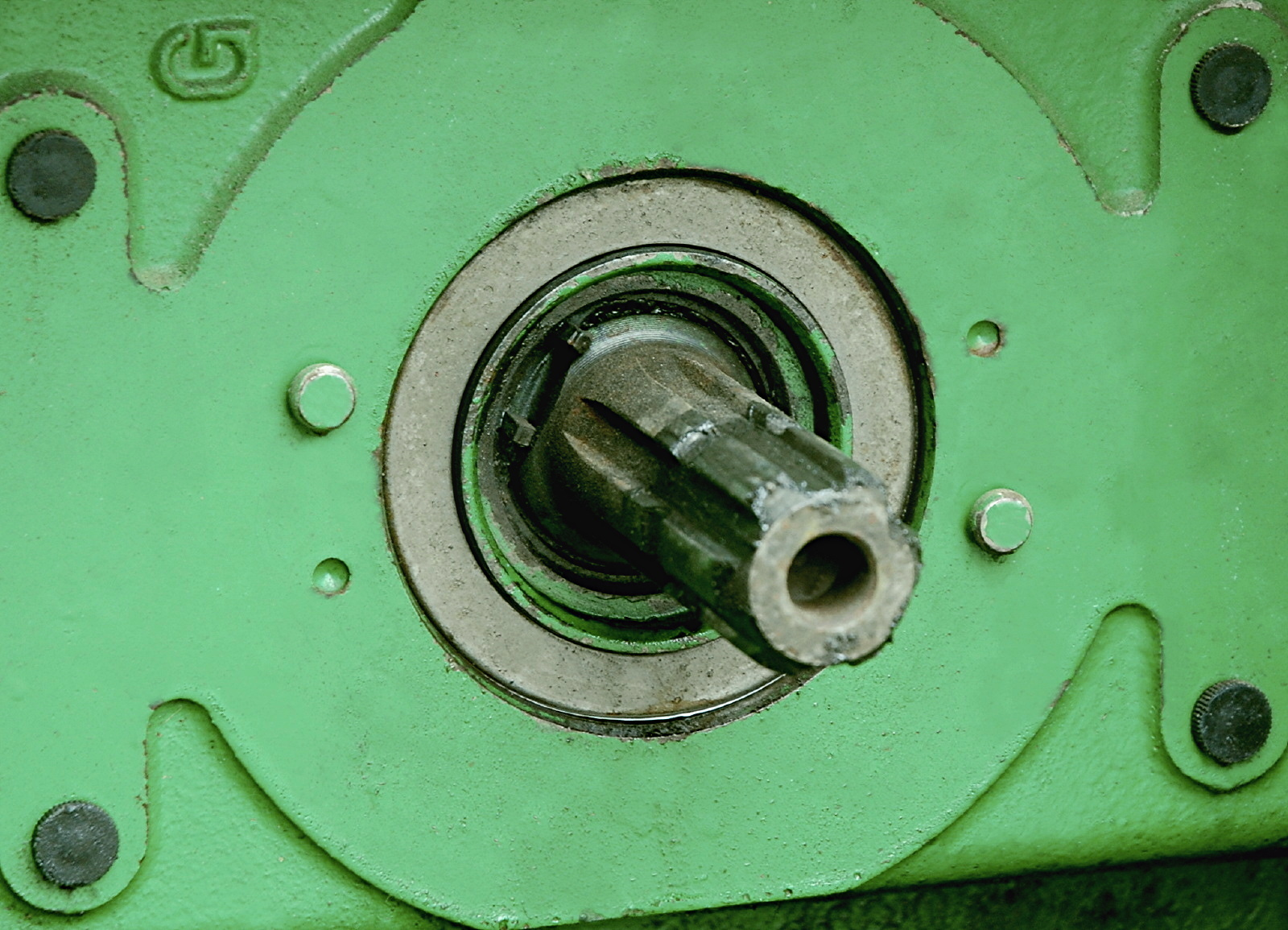
농장 트랙터의 후면에 부착되어 있는 PTO

동력인출장치(動力引出裝置, 영어: power take-off) 또는 동력분사장치는 작동 중인 엔진과 같은 전원에서 동력을 가져와 부착된 실행장치나 별도의 기계와 같은 응용 프로그램에 전달하는 여러 방법 중 하나이다.

## 안전성
PTO와 관련 샤프트 및 유니버설 조인트는 농업 및 산업에서 사고와 부상의 일반적인 원인이다. 국가안전위원회에 따르면 1997년 미국에서 트랙터 관련 사망자의 6%가 PTO와 관련이 있었다. 느슨한 옷이 샤프트에 끌려들어가면 사고가 발생할 수 있으며, 종종 뼈 골절, 사지 절단, 기타 영구 장애 또는 착용자의 사망으로 이어질 수 있다. 2009년 4월 13일, 전 메이저 리그 베이스볼 선수인 마크 피드리히는 PTO 관련 사고로 사망하였다. 지방 검사인 조셉 얼리 주니어는 성명을 통해 "그는 트럭에서 작업하던 중 옷이 트럭의 동력 인출 샤프트에 엉키는 것으로 보인다"고 말하였다.농업 부상의 빈도와 심각성을 줄이기 위한 많은 노력에도 불구하고 이러한 사고는 여전히 발생하고 있다.

## 같이 보기
- 농기구
- 트랙터
- V2L

## 서지
- Pripps, Robert N.; Morland, Andrew (photographer) (1993). 《Farmall Tractors: History of International McCormick-Deering Farmall Tractors》. Farm Tractor Color History Series. Osceola, WI: MBI. ISBN 978-0-87938-763-1.